# Vigilante 8
Vigilante 8 est un jeu vidéo de combat motorisé, développé par Luxoflux, sorti sur PlayStation, Nintendo 64 et Game Boy Color en 1999. C'est le spin-off du jeu PC Interstate '76. Le jeu possède une suite : Vigilante 8: Second Offense, sorti sur Dreamcast, PlayStation et Nintendo 64.

## Synopsis
L'histoire de Vigilante 8 se déroule en 1975 et repose sur une uchronie selon laquelle les États-Unis sont au bord du gouffre à la suite de l'effondrement de leur économie à cause d'un choc pétrolier. La crise économique qui s'ensuit entraîne une vague de criminalité dans les grandes villes, obligeant le gouvernement affaibli à déployer la garde nationale et à délaisser les régions du Sud-Ouest et du Midwest.
L'OMAR (Oil Monopoly Alliance Regime), un consortium multinational ayant pour but d'avoir le monopole sur le marché mondial du pétrole, décide d'engager un groupe de mercenaires motorisés, les Coyotes, dans le but de détruire les dernières installations commerciales de ces régions déjà dévastées. Mais une faction issue des habitants locaux, les Vigilantes, véritables justiciers autoproclamés, ne vont pas les laisser faire.

## Système de jeu

### Généralités
À travers une douzaine d'arènes et de véhicules, le joueur doit détruire les autres véhicules ennemis. Divers bonus (mitrailleuse lourde, mines, roquettes…) sont disséminés dans chaque niveau pour augmenter les chances de survie. L'arme de base est la mitrailleuse pour tout le monde. Chaque véhicule possède sa propre arme spéciale.

### Modes de jeu
- Arcade Un Joueur (PlayStation et N64)
Ce mode permet de jouer une courte partie : on choisit son véhicule, ceux des ennemis, leur nombre, et le terrain. L'objectif est de détruire tous les ennemis.
- Quête Un Joueur (PlayStation et N64)
Ce mode est le principal mode de jeu. Chaque personnage possède son scénario, composé de quatre missions, au nombre croissant d'ennemis. Selon qu'on a choisi un personnage Vigilante ou Coyote, il faudra, en plus de détruire tous les ennemis, protéger ou détruire un bâtiment bien précis.
- Survie Un Joueur (N64)
Chaque fois qu'un ennemi est battu, un nouveau arrive. Le joueur doit tenir le plus longtemps possible.
- Coopération Deux Joueurs (PlayStation et N64)
Il s'agit du mode Arcade en multijoueur, et les joueurs sont ensemble contre les ennemis. Fonctionne aussi à trois ou quatre joueurs sur N64.
- Contre Deux Joueurs (PlayStation et N64)
Il s'agit d'un duel entre les deux joueurs, il n'y a pas d'ennemis. Fonctionne aussi à trois ou quatre joueurs sur N64.
- Quête Deux Joueurs (N64)
Sur Nintendo 64, il est possible de jouer au mode Quête en coopératif, à deux joueurs.
- Rixe Quatre Joueurs (N64)
Ce mode est un match à mort à quatre joueurs, sans ennemis supplémentaires ni équipes. Le dernier en vie a gagné.
- Équipes Quatre Joueurs (N64)
Ce mode est similaire à Rixe, mais il y a ici deux équipes de deux qui s'affrontent.
- Seul Contre Tous Quatre Joueurs (N64)
Trois joueurs sont ligués contre un quatrième, qui doit essayer de survivre.

### Arènes
- Champ pétrolifère : Se déroule en soirée dans l'exploitation pétrolière Hexagon, près d'Antelope Ridge, au Nouveau-Mexique. L'arène est divisée en 3 zones séparées par des pipelines.
- Barrage Hoover : Une version plus petite du célèbre barrage Hoover, à la frontière entre l'Arizona et le Nevada, l'action prend place en début d'après-midi sous une pluie battante.
- Casino city : Les petites heures du matin permettent de profiter des lumières des casinos de Nugget City, une sorte de mini Las Vegas située dans un coin paumé du Nevada.
- Vallée des canyons : Prend place en matinée sous un soleil de plomb, près d'une sortie de l'autoroute 191, à la hauteur de La Sal Junction, non loin du parc national des Canyonlands.
- Ville fantôme : Mesa Diablo est une ville hantée typique du Far West située du côté de Hunters Wash, au Nouveau-Mexique. Cette arène se déroulant en soirée à un côté assez sordide avec son train fantôme, son échafaud, son cimetière, ses réverbères aux lueurs oscillantes sans oublier le village indien maudit et la tornade au milieu du précipice.
- Usine à sable : Une mine à ciel ouvert abritant la Anasazi Sandworx, une compagnie spécialisée dans l'exploitation du sable bitumineux. Les évènements se déroule à l'aube, à Bacon Slab, en Utah.
- Station de ski : La station de sports d'hiver Busted Hump est située dans les montagnes Rocheuses, dans le Colorado. Neige légère en matinée et avalanche soudaine au programme.
- Cimetière d'avion : Situé dans le désert de Yuma, en Arizona, ce vieil aérodrome a été transformé en dépôt de l'USAF qui accueille tout ce qui n'est plus en âge de voler.
- Exploitation agricole : Le combat se poursuit dans l'orangerie Premium Fruit Co. installée dans la vallée de San Joaquin, en Californie. La zone parsemée de collines et de ferme est irriguée par un vaste réseau de canaux d'irrigation.
- Base secrète : Faisant partie de la zone 51, Site-4 est un centre de recherche sur les armements avancés aménagé près du lac asséché Papoose. Outre les avions furtifs secrets et les soucoupes volantes, la  base comprend une piste, des baraquements, des hangars abritant mais aussi des silos à missile et leur installations de lancement séparés du reste de la base par une crête rocheuse défendue par des tourelles laser.
- Super Dreamland 64 : Une arène exclusive sur la version Nintendo 64 seulement.

### Personnages et véhicules

#### Vigilantes
- Chassey Blue ('67 Rattler)
Chassey pilote une Shelby Cobra Daytona. Son arme spéciale est une grille qui envoie neuf charges pyrotechniques qui peuvent faire caler les moteurs.

- Slick Clyde ('70 Clydesdale)
Slick pilote un Dodge Ramcharger. Son arme spéciale est un paratonnerre qui peut lancer la foudre.

- Sheila ('74 Strider)
Sheila est la nièce de Convoy. Elle pilote un petit buggy Volkswagen Beetle Baja Bug rapide mais fragile. Son arme spéciale est une mitrailleuse Gatling. À défaut d'une puissance de feu phénoménale, cette mitrailleuse se démarque dans la capacité à faire tomber les armes des ennemis.

- John Torque ('69 Jefferson)
John Torque conduit une Lincoln Continental, large et basse. Son arme spéciale est un puissant ampli provocant un tremblement de terre.

- Dave ('70 Van) à débloquer
Dave est un passionné d'électronique et d'aliens. Il pilote une Dodge Tradesman et son arme spéciale est une antenne satellite qui envoie un signal faisant apparaître petites soucoupes volantes attaquant la cible.

- Convoy ('72 Moth Truck) à débloquer
Convoy est le chef des Vigilantes. Il conduit un camion Mack R-600 et son arme spéciale sont des pneus explosifs à tête chercheuse.

#### Coyotes
- Loki ('73 Glenn 4x4)
Loki est un ancien militaire, viré pour trouble mentaux et démence. Il conduit une Jeep Wrangler. Son arme spéciale est un râtelier basculant constitué de trois énormes missiles à tête chercheuse. En arrivant au-dessus de sa cible, chaque missile explose en délivrant des sous-munitions explosives.

- Houston 3 ('75 Palamino)
Houston 3 est une femme androïde programmée pour traquer et tuer Convoy. Elle conduit une Ford Mustang Mk I et son arme spéciale est un canon laser.

- Boogie ('76 Leprechaun)

Boogie est un passionné de danse et de disco, il est au volant d'une AMC Gremlin. Son arme spéciale est d'ailleurs une boule à facettes tirant des leurres infrarouges multicolores.
- Beezwax ('70 Stag Pickup)
Beezwax pilote un Pick-up Dodge D-Series converti en camping-car. C'est un fermier, apiculteur à ses heures perdues, révolté du fait que des émanations nucléaires aient touchés ses abeilles. Son arme spéciale est une ruche d'abeilles tueuses mutantes.

- Molo ('66 School Bus) à débloquer
Molo est un lycéen à problèmes, délinquant, racketteur. Il a volé un bus scolaire de marque Blue bird All American avec lequel il sème la terreur sur les routes avec son idole de toujours, Sid Burn, le chef des coyotes. Son arme spéciale est un gros pot d'échappement qui expulse une fumée opaque, faisant ainsi caler les moteurs et infligeant de sévères dégâts.

- Sid Burn ('69 Manta) à débloquer
Sid Burn, le chef des Coyotes, pilote une Chevrolet Corvette. Son arme spéciale est un lance flamme, envoyant des boules de feu. Chaque boule de feu n'inflige pas une quantité excessive à l'impact, mais crée un petit incendie sur le véhicule touché durant un court moment.

#### Aucune faction
- Y l'extra-terrestre ('64 Luxo Saucer) à débloquer
Y pilote une soucoupe volante très rapide et puissante. Son arme spéciale est un canon à rayon Gamma.

## Musique
Les musiques de Vigilante 8 sont un mélange de disco, de funk et de hard-rock. Il est possible de changer la piste en cours de partie. Sur PlayStation, on peut enlever le CD du jeu durant une partie et le remplacer par un autre disque audio pour en écouter les pistes, mais il faut remettre le CD du jeu à la fin de la partie. Le disque du jeu PlayStation contient également les musiques, on peut donc les écouter sur un lecteur CD.